# Janez Svetokriški
Janez Svetokriški (egentligen Tobija Lionelli) född 1647 i Vipavski Križ, död 17 oktober 1714 i Gorizia, var en kapucinmunk och slovensk författare under barocken.

## Liv och arbete
Tobias Lioneli föddes i Vipavski Križ i västra Slovenien år 1647 med en slovensk mor och en italiensk far. Han föddes in i en förnäm familj och tog namnet Janez Svetokriški (Jon av det Heliga korset) när han gick med i Kapucinorden. Han dog i Gorizia 1714.
Han tjänstgjorde i flera kloster i Slovenien (främst i Vipavski Križ) och Kroatien samtidigt som han skrev predikningar, gav ut en samling böcker med titeln Den heliga handledningen (Latin: Sacrum promptiuarium). Hans mest kända predikan hette Na Noviga lejta dan (På nyårsdagen). Den heliga handledningen publicerades mellan 1691 och 1707, de första två böckerna i Venedig och de sista tre i Ljubljana. Språket han använde sig av var Primorskadialekten, stilen är barock och mångordig och innehåller både latinska citat och en del germanismer. Tryckningen av hans verk finansierades dels av rika och kyrkliga välgörare.